# Haus Moritzstraße 6 (Dresden)

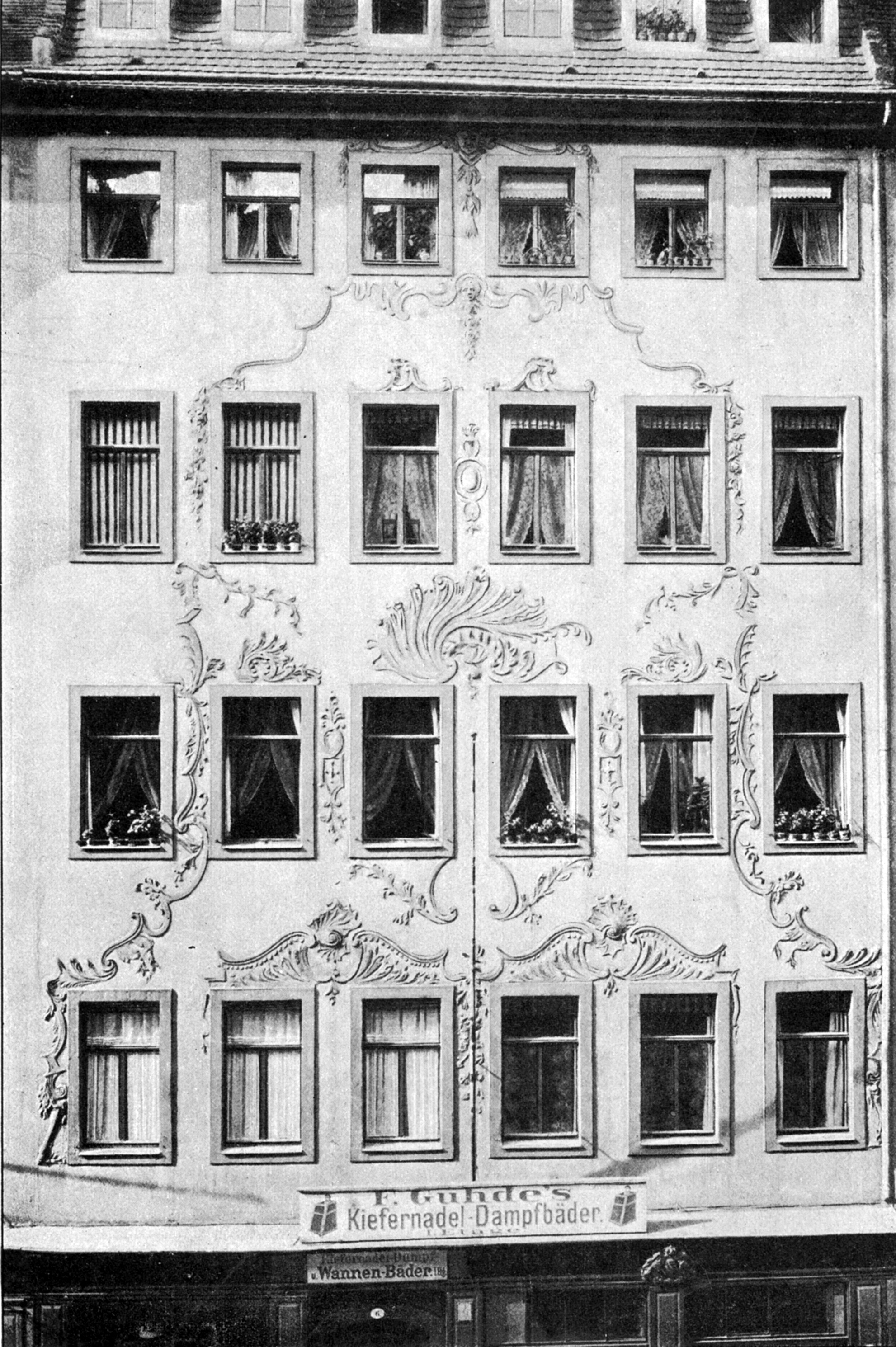
Haus Moritzstraße 6 (um 1900)

Das Haus Moritzstraße 6 war ein barockes Bürgerhaus in Dresden. Das Gebäude wurde 1738/1739 erbaut, im Siebenjährigen Krieg 1760 zerstört, wieder aufgebaut und schließlich bei den Luftangriffen 1945 endgültig zerstört. Der Architekt des Hauses ist unbekannt.

## Geschichte
An gleicher Stelle stand zuvor ein altes Dresdner Adelshaus, das Sebottendorffsche Haus, das bereits im Jahre 1672 geteilt und 1737 von Johann Daniel Weber erworben wurde. Ein Neubau entstand 1738/1739, das Haus wurde im preußischen Bombardement 1760 zerstört und bis 1761 neuerrichtet. Als Bauherrin wird die Weinschenkin Weber genannt.
1797 wird als Eigentümer des Hauses Johann Jakob Bärend genannt. Bewohner des Hauses waren unter anderen Oberst Friedrich Gottlob von Haugwitz, Legationsrat Anton Heinrich Platz und der Sekretär der Brandschädenkommission Johann Christian Schmid. In den folgenden Jahrzehnten wechselten die Eigentümer mehrfach, in den Räumen im Erdgeschoss befanden sich mindestens ab der Mitte des 19. Jahrhunderts stets Ladengeschäfte. In den 1860er Jahren beispielsweise ein Bäcker, ein Riemer und der Juwelier, Gold- und Silberschmied Eckert. Dieser H. F. Emil Eckert wird ab 1873 in den Adressbüchern als Eigentümer genannt. In jenem Jahr befand sich im Erdgeschoss zudem noch ein Flaschenbierhändler und im ersten Obergeschoss bereits eine „Dampfbadeanstalt“. Letztere wird in späteren Adressbüchern als „Kiefernadel-Dampfbade-Anstalt“ bezeichnet und befand sich bis etwa zur Wende zum 20. Jahrhundert im Haus.
Das Gebäude blieb für mehrere Jahrzehnte im Besitz der Familie Eckert. Von 1890 bis in die 1920er Jahre war Hofgoldschmied Emil Paul Eckert der Eigentümer. Später ging das Haus an eine Wohnungsbaugesellschaft, der das Gebäude zusammen mit mehreren anderen Gebäuden der näheren Umgebung bis zur Zerstörung 1945 gehörte.

## Baubeschreibung
Die Fenster der Obergeschosse des fünfgeschossigen und sechsachsigen Hauses waren von unprofilierten Sandsteingewände umgeben. Fast ohne sich auf das Fensterraster zu beziehen, erhielt die Fassade einen flachen Bandelwerkdekor aus Stuck, der sich über die gesamte Fassade erstreckte. Jeweils zwei der vier Fenster des ersten Stocks waren mit Muschelgebilden geschmückt, die Verdachungsgiebeln glichen. Zentral  über den beiden Mittelfenstern des zweiten Obergeschosses befand sich ein ähnliches aber deutlich größeres Arrangement, dessen asymmetrische, nach rechts drehende Form diesen Punkt der Fassade besonders hervorhob den „künstlerischen Mittelpunkt der ganzen Fassade“ darstellte. Umschlossen wurden die einzelnen Schmuckelemente durch Bandelwerk, das eine Art nach oben sich verjüngenden Rahmen bildete.
Gurlitt beschreibt, wie durch die Rokokodekoration ein pyramidaler Aufbau innerhalb der Fassade geschaffen wurde. Johann Christian Hasche nennt als Entwurfsarchitekten Samuel Locke. Hertzig zufolge bot das Haus Moritzstraße 6 „eine sehr ungewöhnliche Architektur“. Die „höchst ungewöhnliche“ und „künstlerisch hochstehende“ Form der Fassadenkomposition habe „in Dresden weder Vorbilder noch Nachahmer gefunden“.